# Josef Ptáček (fotograf přírody)
Josef Ptáček (7. února 1945, Tišnov – 12. listopadu 2023, Brno) byl český fotograf zaměřující se na přírodní témata a ekologii, dále také autor povídek o přírodě a scénářů pro Českou televizi.

## Vzdělání
Josef Ptáček vystudoval Střední průmyslovou školu a poté Střední uměleckoprůmyslovou školu v Brně. Fotografické vzdělání si doplnil na Institutu výtvarné fotografie a Škole lektorů a porotců fotografie.

## Zaměstnání a odborná činnost
Převážnou část produktivního věku pracoval jako vedoucí mikrofilmového oddělení Královopolské strojírny v Brně. V posledních letech byl mistrem odborného výcviku oboru fotografie na SOU Brno. Již v důchodu (od roku 2007) působil externě jako lektor na Institutu fotografických studií v Brně a na Univerzitě třetího věku VUT FIT Brno, kde vedl kurz fotografie. Josef Ptáček spolupracoval s Krajským střediskem státní památkové péče a ochrany přírody v Brně (do roku 1989), ZOO Brno (do roku 1997) a Nadací Veronica.

## Odborná činnost
Tematiku pro svoji volnou fotografickou tvorbu hledal takřka výhradně v přírodě. Zajímala ho fotografická metafora, symbolika, krása krajiny a krajinného detailu. Při ztvárnění se snažil uplatnit i netradiční fotografické postupy. Těžiště jeho zájmu je zaměřeno na zachycení živočišných a rostlinných druhů či přírodních pozoruhodností celých oblastí v souvislosti s ekologickou problematikou a ochranou přírody. Důraz je při tom kladen na výtvarnou a emotivní stránku fotografií. Tato témata zpracovával i formou článků a textů pro knihy a časopisy. Své zážitky přibližuje také prostřednictvím povídek z přírodního prostředí (myslivost, rybářství, sokolnictví, kynologie apod.). Psal scénáře k příběhům ze života zvířat (ptáků), zpracovávané na video pro ČT Praha.

## Výstavy
- 1993 – Podívejme se jim do očí (Podhorácké muzeum - Muzeum Brněnska, Předklášteří)
- 2018 – Vyletěl Ptáček (Tišnov)
- 2024 – Příroda objektivem Josefa Ptáčka (Podhorácké muzeum - Muzeum Brněnska, Předklášteří)

## Výběrová bibliografie

### Obrazové publikace
- MIKULICA, Oldřich, PTÁČEK, Josef: Nevinní jako skřivánci. Žilina: Knižné centrum, 1996. 171 s. ISBN 80-88723-33-7.
- MIKULICA, Oldřich, PTÁČEK, Josef. Kraj plný jasu. Žilina: Knižné centrum 1997.150 s. ISBN 80-88723-65-5
- MIKULICA, Oldřich, PTÁČEK, Josef. Za tajemstvím mokrých křídel. Žilina: Knižné centrum, 1998. 150 s. ISBN 80-8064-000-9.
- MIKULICA, Oldřich, Josef PTÁČEK a Miloslav KUČERA. 1988. Dravci a sokolnictví v ČSSR. Praha: Státní zemědělské nakladatelství. Lesnictví, myslivost a vodní hospodářství.
- MIKULICA, Oldřich, PTÁČEK, Josef. Energie v křídlech ukrytá. Brno: Oldřich Mikulica, 2000. 157 s. ISBN 80-238-5849-1.
- MIKULICA, Oldřich a PTÁČEK, Josef. Když příroda čaruje. Brno: CPress, 2019. ISBN 978-80-264-2825-1.

### Povídkové knihy
- PTÁČEK, Josef. Šupinaté toulky: povídání o rybách a rybářích. Tišnov: Sursum, 2005. ISBN 80-7323-078-X.
- PTÁČEK, Josef. Opeřené lovy: povídání o sokolnících, pro sokolníky a nejen pro ně. Myslivost. Tišnov: Sursum, 2005. ISBN 80-7323-107-7.
- PTÁČEK, Josef. Toulky s Bobem, aneb flákání se s Neroškem (jak tomu říká moje žena). [Tišnov]: Sursum, 2005. ISBN 80-7323-109-3.
- PTÁČEK, Josef. Koupání s hrochem a jiné veselé i vážné příhody se zvířaty kolem mne. Třebíč: Akcent, 2010. ISBN 978-80-7268-667-4.

### Časopisy
- National Geographic – článek Rohatí rytíři
- Josef Ptáček byl pravidelným přispěvatelem časopisů Myslivost, Rybářství, Naší přírodou, Květy, Veronica, Peregrinus (časopisy ochránců přírody).

### Scénáře pro video příběhy v ČT, realizované v letech 2002–2011
- Smolař (o rackovi)
- Tyrkysový rybář (o ledňáčkovi)
- Vdovec (o labuti), Tichý patron (o čápovi)
- Létající drahokam (o vlze)
- Hloupá huso!?(o huse)
- Potrestaný váhavec (o lysce)
- David a Goliáš (o rackovi)
- Bázlivá Diana (o volavce)
- Za ptačími křídly (film o filmu)
- Pruhovaná samotářka (o jezevci)
- Piškotka (o divočákovi)
- Smrtelná objetí (o kudlance nábožné)
- Zelenomodrá vrána (o mandelíkovi)
- Hýčkaný vetřelec (o kukačce)
- Čvachtaví milovníci (o žábách)
- Švihák z bažin (o kvakošovi nočním)
- Naříkající rybář (o rybákovi obecném)
- Špačíček pán (o špačkovi obecném)
- Nevzdal to (o kačerovi kachny divoké)
- Pajda (o ježkovi)
- Krajem čapích hnízd (třídílný film o přírodě jižní Moravy)